# Liu Yang (judoczka)
Liu Yang (ur. 5 lutego 1988) – chińska judoczka.
Uczestniczka mistrzostw świata w 2014 i 2015. Startowała w Pucharze Świata w latach 2010-2012, 2015 i 2016. Brązowa medalistka mistrzostw Azji w 2015; piąta w 2016. Wicemistrzyni igrzysk Azji Wschodniej w 2013 roku.